# Bovinní spongiformní encefalopatie
Bovinní spongiformní encefalopatie (BSE, lidově nemoc šílených krav) je prionové onemocnění, kterým konkrétně trpí skot. Patří do skupiny transmisivních spongiformních encefalopatií (TSE). Přenos spongiformní encefalopatie ze skotu (přenos z jiných zvířat např. jelenovitých je v procesu dokazování) na člověka vyvolává tzv. variantní Creutzfeldtovu–Jakobovu nemoc (nvCJD) a má velmi dlouhou inkubační dobu. 

## Historie
Infekční příčina onemocnění TSE byla prokázána prof. Gajduskem, patologem slovenského původu žijícím v USA, který již v roce 1957 poukázal na přenos nemoci kuru prostřednictvím rituálního kanibalismu mozku zemřelých domorodců na Nové Guineji. V roce 1966 tuto svoji teorii prokázal úspěšným přenosem kuru z mozku zemřelého domorodce na šimpanze. TSE byly od té doby zahrnuty do skupiny infekčních onemocnění způsobovaných nekonvenčním agens s dlouhou inkubační dobou (pomalé virové infekce – slow virus infections). Vlastní průkaz infekčního agens však po dlouhou dobu nebyl úspěšný. V roce 1982 byla Prusinerem a spol. vytvořena teorie prionů – infekčních, vysoce rezistentních bílkovinných molekul, jakožto zcela nových původců infekčních onemocnění. Za vytvoření prionové teorie získal Stanley B. Prusiner v roce 1997 Nobelovu cenu.
BSE byla u skotu poprvé zjištěna v roce 1986 ve Spojeném království a v následujících letech byl zjištěn její výskyt i u jiných druhů zvířat. V roce 1996 byla popsána nová varianta Creutzfeldtovy–Jakobovy nemoci (nvCJD). Stoupá počet důkazů o podobnosti původce BSE a původce nové varianty CJD. BSE bylo důvodem hospodářského sporu o dovoz a vývoz hovězího masa mezi Anglií a Francií. Název nemoc šílených krav získalo toto onemocnění proto, že v pozdních stádiích vyvolává u krav neobvyklé chování. Odborný název poukazuje na to, že jde o onemocnění skotu (bovinní = hovězí), které se projevuje pórovatěním mozku, který pak připomíná v pozdějších stadiích houbu (spongiformní = houbotvárné; encefalopatie = nezánětlivé onemocnění mozku). Předpokládá se, že variantou BSE by mohlo být onemocnění ovcí scrapie (klusavka), ze které by mohlo BSE i pocházet.
V roce 2024 byl popsán pravděpodobný přenos z jelenovitých na člověka. Šlo o případ 72letého muže, který si stěžoval na zmatení a záchvaty agresivity a přes pokusy o léčbu záchvatů záhy zemřel. Pitva prokázala Creutzfeldt-Jakobovu chorobu, přičemž na stejnou nemoc zemřel i jeho kamarád, se kterým sdílel loveckou chatu, kde jedli zvěřinu ze stejné populace jelenců.

## Přenos a inkubační doba
Nemoc má velmi dlouhou inkubační dobu. U krav se uvádí podle Světové zdravotní organizace (WHO) 4 až 5 let. Čas od podchycení do následné smrti zapříčiněné z následků BSE je nejčasněji jen několik týdnů až měsíců. Inkubační doba nové varianty CJD u člověka se odhaduje ještě delší (až přes dvacet let). Na základě vědeckých šetření se usoudilo, že lidé onemocněli v mládí, kdy požili potravu, která obsahovala nervovou tkáň nemocného skotu. Riziko onemocnění člověka v souvislosti s BSE dnes už prakticky díky komplexu ochranných opatření neexistuje. Na jatkách se veškerá nervová tkáň skotu odděluje (celé hlavy, mízní uzliny, mícha a část střeva). Pokud je BSE zjištěna, tak se vrstevnice (o rok starší a o rok mladší) a žijící potomci nemocného kusu utrácejí a taktéž vyšetřují.

## Projev
Abnormální chování individuálního zvířete a značný úbytek tělesné hmotnosti. Ataxie u zadních nohou se projevuje kulháním a při progresivní ztrátě ovládání svalstva ovlivní celkový pohyb a rovnováhu. Po značnějším rozšíření už skot nebude schopen normálního chování. Behaviorální změny mohou být agrese, stres, nervozita, apatie nebo i přehnané reakce na určité podněty. Neobvyklé ale též zaznamenané znaky mohou také zahrnovat bezdůvodné přecházení, excesivní drbání a lízání, časté ušní infekce, a skřípání zubů. Projev se týká i produkce mléka anebo následného masa. Některá zvířata mohou vykazovat všechny tyto symptomy, kdežto jiná nemusejí vykazovat žádné, než se u nich prokáže klinický stav. Poté co zvíře začne ukazovat klinické projevy, tak se během týdnů až měsíců zhorší natolik, že zvíře začne ležet a následně uhyne.

## Patogeneze
Prionový celulární protein (PrPC) je přirozeně se vyskytující bílkovina membrán gangliových mozkových buněk, jež je tělu vlastní. Syntéza této bílkoviny je geneticky kódována specifickým prion-proteinovým genem (PrNP). Fyziologickou úlohou PrPC je pravděpodobně účast na regulaci procesů spánku a bdění a na udržování homeostatických mechanismů organismu. Z dosud neobjasněných příčin může PrPC prodělat konformační změnu v patologickou izoformu PrPSc. Molekulární mechanismy patogeneze PrPSc nejsou známy, mají však souvislost s obtížnou degradovatelností této molekuly. Primární struktura PrPC a PrPSc je shodná, liší se však sekundární strukturou (prostorovým uspořádáním molekuly). Sekundární struktura zaujímá u PrPC ze 42 % strukturu alfa-helixu, u PrPSc zaujímá ze 41 % strukturu beta-skládaného listu. Tato změna prostorového uspořádání molekuly má zásadní vliv na její vlastnosti. PrPSc díky ní získává extrémní odolnost vůči chemickým a fyzikálním vlivům a účinkům proteáz.

## Epizootologie
K BSE je vnímavý skot všech plemen, i když převážná část případů byla zaznamenána u mléčného skotu, zejména holštýnského plemene. Podrobná epizootologická šetření ukázala, že zdrojem infekce BSE u skotu bylo zkrmování masokostních mouček, obsahujících infekční materiál z ovcí nemocných scrapie. Začátek zkrmování těchto koncentrátů živočišné bílkoviny skotu s cílem zvýšení jeho produkce spadá do přelomu let 1981/1982. Nástup onemocnění v letech 1985/1986 odpovídá později zjištěné inkubační době.

## Veterinární opatření
V současnosti z hlediska ochrany lidského zdraví je veterinární dozor zaměřen na skot, ovce a kozy.
EU vydala 22. května 2001 Nařízení Evropského parlamentu a rady (ES) č. 999/2001, kterým se stanoví pravidla pro prevenci, tlumení a zdolávání některých transmisivních spongiformních encefalopatií. Byl stanoven celoroční systém monitoringu BSE a scrapie, který se provádí ve všech členských státech. Tento program zahrnuje odběr vzorků nervové tkáně za účelem preventivního vyšetření při použití rychlých imunologických testů u skotu staršího 24 měsíců při nutné porážce a veškerého skotu staršího 30 měsíců podléhajícího běžné porážce k lidské spotřebě. Pouze Švédsko může skot vyšetřovat namátkově, ale ročně musí vyšetřit nejméně 10 000 zvířat.
V Severní Americe se zakázala jakákoliv spotřeba specifikovaného rizikového masa, to i na výrobu krmiva nebo přidávání do krmiva zvířat. Okolo čtyř milionů krav bylo utraceno během vymítajícího programu ve Velké Británii.
Bylo zakázáno krmení přežvýkavců bílkovinami pocházejícími ze savců. V tomto nařízení je definován mimo jiné specifický rizikový materiál, který se při porážení skotu vždy úředně zabavuje a beze zbytku likviduje nejprve v kafilériích a vzniklý produkt masokostní moučka se likviduje spalováním v cementárnách. Od 1. července 2013 se přestalo vyšetřovat BSE z poražených kusů skotu, zůstává vyšetřování z uhynulých zvířat starších 48 měsíců.

## Výskyt BSE na území Česka
V tuzemsku byla tato nemoc vůbec poprvé identifikována v roce 2001 na Vysočině, a to v zemědělském družstvě v Dušejově. Zatím poslední případ BSE byl zjištěn v květnu 2009, a to v Oldřišově na Opavsku. Celkově bylo laboratorně zjištěno a potvrzeno 30 pozitivních případů.